# القفزة الثالثة (نجم)
 القفزة الثالثة أو كابا الدب الأكبر Kappa Ursae Majoris اسمه التقليدي Talitha Australis مشتق من الاسم العربي. هو نجم ثنائي في كوكبة الدب الأكبر. ويبعد حوالي 423 سنة ضوئية عن الأرض.
النجم الرئيسي هو قزم نسق أساسي أبيض. والقدر الظاهري لكل منهما على التوالي +4.2 و+4.4 والقدر الظاهري لهما مجتمعين 3.57+. ويدوران حول بعضهما بفترة 36 أو 74 سنة ومفصولين عن بعضهما 0.13 ثانية قوسية